# Babe I’m Gonna Leave You
Babe I’m Gonna Leave You ist ein von Anne Bredon (später bekannt als Anne Johannsen) in den späten 50er Jahren geschriebener Folk-Song. Er wurde von Joan Baez aufgenommen (dabei wurde er als „Traditional“ bezeichnet und so populär) und auf ihrem Album Joan Baez in Concert, Part 1 im Jahr 1962 veröffentlicht. Später wurde der Song auch von der britischen Rockband Led Zeppelin gecovert, die ihn für ihr 1969 veröffentlichtes Debütalbum Led Zeppelin aufnahmen. Andere Interpretationen des Liedes von Bredon sind Versionen von The Plebs (1964), von The Association im Jahr 1965 (die 1970 auch eine Live-Version aufnahmen), vom britischen Popsänger Mark Wynter im Jahr 1965 und von Quicksilver Messenger Service im Jahr 1967. Diese Version wurde wiederum von der walisischen Band Man zusammen mit John Cipollina im Jahr 1975 auf ihrem Album Maximum Darkness gecovert (live aufgenommen in Roundhouse, Chalk Farm am 26. Mai 1975).

## Version von Joan Baez
Während sie um 1960 Studentin an der UC-Berkeley war, nahm Anne Bredon an der Live-Folk-Radioshow The Midnight Special der Radiostation KPFA teil und sang auch Babe I’m Gonna Leave You. Eine andere Folk-Sängerin namens Janet Smith war Gast beim The Midnight Special, griff den Song auf und entwickelte ihn weiter. Sie spielte ihn bei einem Folk-Konzert am Oberlin College. Eine Aufführung, die von Joan Baez besucht wurde. Baez bat Smith, ihr Aufnahmen ihrer Songs inklusive Babe I’m Gonna Leave You zu senden und begann das Lied daraufhin selbst aufzuführen. Es wurde der Eröffnungstitel auf dem Album Joan Baez in Concert, Part 1. Anfangs hatte der Song keinen Hinweis auf den Autor, aber nachdem Smith Bredon, die ihre Autorenschaft versicherte, kontaktiert hatte, sprachen spätere Pressungen von … In Concert die Autorenschaft Bredon zu.

## Version von Led Zeppelin
Led Zeppelin coverte Baez’ Version, da Gitarrist Jimmy Page und Sänger Robert Plant beide Fans von Baez waren. Weil auf Baez’ Album ursprünglich kein Hinweis auf den Autor gegeben wurde, führte Led Zeppelin den Song unter „Trad. arr. Page“ (Traditional, arrangiert von Page). In den 80er Jahren wurde Bredon auf die Version von Led Zeppelin aufmerksam und seit 1990 werden als Autoren des Stücks „Anne Bredon/Jimmy Page & Robert Plant“ angegeben. Bredon erhielt eine beträchtliche Tantiemenzurückzahlung. Die Version von Led Zeppelin ist in a-Moll.
Page spielte Plant den Song bei ihrem ersten Treffen in Pages Haus in Pangbourne Ende Juli 1968 vor. Entgegen gelegentlicher Gerüchte, das Arrangement und die Gitarre stamme von Plant, erklärte Page der Guitar World:

“First of all, I had worked out the arrangement long before Robert came to my house and secondly, Robert didn’t even play the flippin’ guitar in those days!! Thirdly, I didn’t ask him if he could imagine playing that song, I TOLD him that I wanted to do it.”

„Erstens, hatte ich ein Arrangement ausgearbeitet, lange bevor Robert in mein Haus kam und zweitens spielte Robert zu dieser Zeit gar nicht Gitarre!! Drittens hatte ich ihn nicht gefragt, ob er sich vorstellen könnte diesen Song zu spielen, ich SAGTE ihm, dass ich es wollte.“

Jimmy Page kann eine andere Version des Songs mit Steve Winwood im Jahr 1968 aufgenommen haben, die nie veröffentlicht wurde. Die Band spielte den Song nur auf den Led-Zeppelin-Konzerten ihrer Konzerttour 1969. Später brachten Jimmy Page und Robert Plant ihn in einer neunminütigen Version für die Bandreunion von 1998 zurück. Außerdem existiert eine gefilmte Liveaufführung von Babe I’m Gonna Leave You vom Led Zeppelin Auftritt im Danmarks Radio in Gladsaxe (Dänemark) am 17. März 1969. Dieser Auftritt ist Bestandteil der Led Zeppelin DVD (2003).
Infolge von Touren durch die USA und dem Besuchen verschiedener Led-Zeppelin-Cover-Bands und anderer Musiker, die den Song spielten, führte auch Plant das Stück mit seiner Band Strange Sensations und als Solo-Künstler auf. Er coverte das Lied auch auf seiner Tour mit The Sensational Spaceshifters.

### Formate und Titellisten
1969 7" promo 45 edition (USA: Atlantic EP 1019)
- A. Babe I’m Gonna Leave You (Bredon, Page, Plant) 6:41
- B. Dazed and Confused (Page) 6:26

1969 7" single edition (Griechenland: Atlantic 2019 003)
- A. Babe I’m Gonna Leave You (Bredon, Page, Plant) 6:41
- B. How Many More Times (Page) 8:28

### Besetzung
- Robert Plant – Gesang
- Jimmy Page – Gitarre
- John Paul Jones – Bass
- John Bonham – Schlagzeug